# Патрульний катер проєкту 58130
Патрульний катер проєкту 58130 (шифр «Орлан») — катер морської охорони 1 рангу, призначений для несення служби з охорони кордону на річках, озерах, прибережних районах морів і забезпечення служби морських контрольно-пропускних пунктів, екологічного контролю та рятувальних операцій, покликаний замінити сторожові катери проєкту 1400м («Гриф»). Це перший катер української побудови, прийнятий на озброєння Морської охорони України в пострадянський час. У серії побудовано один корабель, який отримав назву «Балаклава».

## Історія
В рамках реалізації Державної цільової програми «Облаштування та реконструкція державного кордону» на Феодосійська суднобудівна компанія «Море» в 2010 році почалося виробництво сучасних катерів для Морської охорони України. Головний конструктор проєкту - Віктор Алексєєв.
Перший корабель проєкту отримав назву «Балаклава» і 11 грудня 2012 був переданий Севастопольському загону Морської охорони. Всього планувалося побудувати вісім катерів даного проєкту до 2020 року, для заміни катерів радянського проєкту сторожові катери проєкту 1400м («Гриф»). Однак через анексію Криму Росією у 2014 році подальша доля цього проєкту невідома.
24 серпня 2014 року катер «Балаклава» взяв участь у морському параді, присвяченому Дню Незалежності України.

## Тактико-технічні характеристики
Загальні кораблебудівні характеристики
- Довжина, максимальна: 26,8  м
- Ширина, максимальна: 5,1 м
- Висота, максимальна: 2,8 м
- Осадка 1,3 м
- Водотоннажність,  повна: 42,5 т
- Автономність 5 діб
- Екіпаж 9 осіб

Енергетична установка та швидкість
- Енергетична установка 2 дизеля MTU 10V2000M93 по 1120 кВт
- Максимальна швидкість: не менше 38 вуз.
- Дальність плавання не менше 500 миль (15 вуз.)

Озброєння
- 1х1 12,7-мм кулемет
- доглядовий катер

## Оператори
- Україна Перебуває на озброєнні Морської охорони Державної прикордонної служби України. Станом на 2015 рік, у серії побудовано один катер (11 грудня 2012 року був переданий 5-му Севастопольському загону морської охорони), який отримав бортовий номер та назву BG200 «Балаклава». В березні 2014 року, після виходу з Криму, переведений до 1-го загону морської охорони (м. Одеса). До військового вторгнення РФ та окупації Криму, в планах ДПСУ було будівництво восьми катерів проєкту до 2020 року, для заміни сторожових катерів радянського проєкту 1400М (шифр «Гриф»).

## Катери проєкту
| Назва       | Бортовий № | Виробник   | Заводський № | Дата закладки | Спуск на воду | Введення до складу | Флот                    | Стан |
| ----------- | ---------- | ---------- | ------------ | ------------- | ------------- | ------------------ | ----------------------- | ---- |
| «Балаклава» | BG200      | ФСК «Море» |              |               | 9.10.2012     | 11.12.2012         | Морська охорона України |      |